# Dejan Majstorović
Dejan Majstorović (srbskou cyrilicí Дејан Мајсторовић; * 22. dubna 1988 Stari Banovci) je srbský basketbalista, specialista na basketbal 3×3.
Je členem klubu Novi Sad Al-Wahda, s nímž vyhrál Světové turné v letech 2014 a 2015. Se srbskou reprezentací zvítězil na mistrovství světa v basketbalu 3×3 v letech 2016, 2017 a 2018, v roce 2014 skončil na druhém místě. Byl vyhlášen nejužitečnějším hráčem MS 2017. Je mistrem Evropy z let 2018, 2019 a 2021. Na Evropských hrách 2015 v Baku skončil se srbským týmem na třetím místě. Při premiéře basketbalu 3×3 na Letních olympijských hrách 2020 získal bronzovou medaili s týmem, kde kromě něj hráli Dušan Domović Bulut, Aleksandar Ratkov a Mihailo Vasić. V říjnu 2021 byl světovou jedničkou v žebříčku Mezinárodní basketbalové federace.
V basketbalu s šesti hráči hrál druhou srbskou ligu za klub KK Dunav Stari Banovci.